# Симонов, Владимир Александрович
Влади́мир Алекса́ндрович Си́монов (род. 7 июня 1957, Октябрьск, Куйбышевская область, СССР) — советский и российский актёр театра и кино, народный артист России (2001).

## Краткая биография
Родился в городе Октябрьске Куйбышевской (ныне — Самарской) области. По окончании средней школы в 1974 году приехал в Москву и попытался поступить в Театральное училище им. Б. Щукина, но, успешно пройдя творческие испытания, не смог сдать экзамен по русскому языку и литературе (сочинение) и вынужден был вернуться домой. Два года проучился в Куйбышевском институте культуры (ныне — СГАКИ) на отделении режиссуры народного театра. В 1976 году поступил в Щукинское училище на курс А. А. Казанской (педагоги В. А. Этуш, В. Г. Шлезингер, В. П. Поглазов, А. М. Поламишев, Ю. М. Авшаров и др.), по окончании которого вместе со своими однокурсниками Сергеем Маковецким и Александром Рыщенковым был принят в труппу Театра имени Вахтангова.
В 1983 году принял предложение О. Н. Ефремова перейти во МХАТ, где проработал шесть лет. В 1989 году вернулся в Театр имени Вахтангова, в котором служит и сегодня.
В 1987—1989 годах участвовал в постановках Владимира Мирзоева в Театре-студии «Домино» в Творческих мастерских при Союзе театральных деятелей. Позже сотрудничество с Мирзоевым продолжилось на сцене Театра им. Станиславского. С начала 1990-х годов Владимир Симонов много играет в спектаклях театра «Et Cetera», театра Наций и антрепризах.

## Личная жизнь
Первая жена — внучка режиссёра Рубена Симонова. Живёт в США. Дочь Ася.
Вторая жена — актриса Екатерина Беликова (1968 г.р.). Проживает в Англии. Сын Василий (1989 г.р.) — актёр театра им. Вахтангова.
Третья жена — Надежда. Живёт в Индии. Сын Владимир.
Четвёртая жена (в настоящее время) — Яна Соболевская (род. 1980), актриса театра им. Вахтангова. Есть дочь и сын.

## Роли в театре

### Театр имени Е. Б. Вахтангова
- «Дом на Петербургской стороне» П. А. Каратыгина (в спектакле «Старинные русские водевили») — Копейкин
- «Кот в сапогах» пьеса Г. Калау по мотивам сказки Ш. Перро — Ураган
- «Лето в Ноане» Я. Ивашкевич — Фредерик Шопен
- «Антоний и Клеопатра» У. Шекспира — Предсказатель
- «Мистерия-буфф» В. В. Маяковского — Саваоф
- «Правда памяти» А. Х. Абдуллина по мотивам книги Л. И. Брежнева «Возрождение» — Строитель
- «Роза и крест» А. А. Блока — Гаэтан
- «Закат» по И. Э. Бабелю — Беня Крик
- «Принцесса Турандот» К. Гоцци — Тарталья, Панталоне
- «Опера нищих» по Трёхгрошовой опере Б. Брехта и К. Вайля — Пичем
- «Варвары» М. Горького — Монахов
- «Фрёкен Жюли» А. Стриндберга — Ян
- «Амфитрион» Мольера — Созий
- «Отелло» У. Шекспира — Отелло
- «Мадемуазель Нитуш» Эрве — полковник Альфред Шато-Жибюс
- «Троил и Крессида» У. Шекспира — Пандар
- «Дядя Ваня» А. П. Чехова — Серебряков
- «Ветер шумит в тополях» Ж. Сиблейраса — Рене
- «Евгений Онегин» А. С. Пушкин — Гусар в отставке
- «Улыбнись нам, Господи» по романам Г. Кановича «Улыбнись нам, Господи» и «Козлёнок за два гроша» — Эфраим
- «Минетти» Т. Бернхард — Минетти

### МХАТ СССР имени Горького
- «Чайка» А. П. Чехова — Треплев, Тригорин
- «Попытка полёта» Й. Радичкова — Матвей Дырка
- «Тамада» А. М. Галина — Гиви
- «Тартюф» Мольера — Валер
- «Юристы» Р. Хоххута — Дитер Хелльгрюбер
- «Блондинка за углом» А. М. Червинского — Николенька
- «Бал при свечах» Г. С. Епифанцева по «Мастеру и Маргарите» М. А. Булгакова — Берлиоз
- «Так победим!» М. Ф. Шатров — Комдив

### «Et Cetera»
- «Дядя Ваня» А. П. Чехова — Войницкий
- «Лица» по рассказам А. П. Чехова — Старуха, Следователь, Михаил Петрович и др.
- «Руководство для желающих жениться» А. П. Чехова — Кувалдин, вдовец
- «Лекарь поневоле» Мольера — Сганарель
- «Дон Кихот» А. Морфова по мотивам романа М. де Сервантеса — Санчо Панса
- «Борис Годунов» А. С. Пушкин — Борис Годунов

### Театр драмы имени Станиславского
- «Пария» А. Стриндберга — Господин Икс
- «Женитьба» Н. В. Гоголя — Подколесин
- «Хлестаков» по «Ревизору» Н. В. Гоголя — Городничий

### Другие театры и антрепризы
- «Эскориал» М. де Гельдерод — Шут (Театр-студия «Домино» в Творческих мастерских при СТД)
- «Тлеющие угли» С. Беккета — Он (Театр-студия «Домино» в Творческих мастерских при СТД)
- «IMAGO. PIGMALIONIOUM» по «Пигмалиону» Б. Шоу — профессор Хиггинс (Театр наций)
- «Чайка. Опыт освоения системы Станиславского» по «Чайке» А. П. Чехова — Тригорин (Театр наций)
- «Русские горки» по повести Н. С. Лескова «Железная воля» — Руковичников (Театральное агентство «Арт-Партнер XXI»)

## Фильмография
- 1981 — Сашка — лейтенант Володька
- 1983 — Одиноким предоставляется общежитие — Митя, Люськин жених
- 1983 — Сирано де Бержерак — Кристиан
- 1983 — Потоп — Нурдлинг
- 1984 — Повести Белкина. Метель — гусарский полковник Бурмин
- 1985 — Одиночное плавание
- 1985 — Площадь Восстания — Максим Федоров
- 1985 — Тевье-молочник — Перчик
- 1985 — Тайна земли
- 1986 — Осенний ветер — эпизод
- 1986 — Золотая цепь — Томпсон
- 1987 — В дебрях, где реки бегут — Роджер
- 1987 — Ночь на размышление
- 1987 — Метель — Бурмин
- 1988 — Криминальный талант — потерпевший Капличенков
- 1988 — После дуэли — Владимир Соллогуб
- 1988 — Корабль — Андрей
- 1989 — Посвящённый — Немой
- 1989 — Прямая трансляция — Еремин
- 1990 — Тайна земли
- 1991 — Повесть непогашенной луны — Анатолий Кузьмич Лозовский
- 1992 — Прорва — адвокат
- 1993 — Как живёте, караси? — карась-депутат
- 1994 — Конь белый — Александр Александрович Дебольцов
- 1994 — Железный занавес — Николай
- 1994 — Сказка о мёртвой царевне
- 1997 — Машинистки
- 2000 — Свадьба — Василий Бородин
- 2000 — Артист и мастер изображения — Борис Тимофеевич Капустин
- 2000 — Граница. Таёжный роман — Вадим Глинский
- 2000 — Игра в подкидного — Жора
- 2001 — С днём рожденья, Лола (фильм) — Бим, киллер
- 2001 — Афера
- 2001 — Московские окна — Алексей Корнеев
- 2001 — Остановка по требованию-2 — художник Кричевский
- 2002 — Раскалённая суббота — Дмитрий Земцов
- 2002 — Жизнь забавами полна — Сергей Павлович
- 2003 — Ангел на дорогах — Сергей
- 2003 — Ключ от спальни — муж Аглаи
- 2003 — Лучший город Земли (телесериал) — Алексей Корнеев
- 2003 — Маска и душа — автор
- 2003 — Пан или пропал — Торстен Джонсон
- 2003 — Каменская-3 — Вова
- 2004—2007 — Виола Тараканова — Ленинид, отец Виолы
- 2004 — Дети Арбата — Будягин
- 2004 — Северный сфинкс — Александр I
- 2004 — Формула — Герман Семенович Лазарев
- 2004 — Маленькая девочка — Сергей Сомов
- 2005 — Лесная царевна — царский советник
- 2005 — Дело о «Мёртвых душах» — Бенкендорф
- 2005 — Мечтать не вредно
- 2006 — Бальзаковский возраст, или Все мужики сво… — Игорь Матвеевич, олигарх
- 2005 — Богиня прайм-тайма — Сергей Столетов
- 2006 — Костяника. Время лета — Родион Викторович, отец Ники
- 2006 — Никогда не разговаривайте с неизвестными
- 2006 — Счастье по рецепту — Вячеслав Махонин
- 2006 — Андерсен. Жизнь без любви — Йонас Коллин
- 2007 — Антидурь — Загоровский
- 2007 — Комната потерянных игрушек — Николай Павлович Арсеньев
- 2007 — Оплачено смертью — Вадим Гордеев / Кристоф Хантинг
- 2007 — Снежный ангел — Владимир Петрович
- 2007 — Сыщик Путилин — Полонский
- 2007 — Репетитор — Юний
- 2007 — Презумпция вины — Виталий Михайлович
- 2007 — Одна любовь на миллион — Арон Мелькумов
- 2007 — Затмение — Дмитрий Иванович Миловидов, чиновник из Администрации Президента Российской Федерации
- 2007 — Бухта страха — Григорий Петрович Сукновалов
- 2007 — Одна любовь души моей —  Александр 1
- 2008 — Отряд — генерал Виктор Дмитриевич, начальник УВД
- 2008 — Ермоловы — Сергей Ермолов, сын Тони, муж Анны
- 2008 — Дочка— Владимир Дмитриевич Балашов
- 2008 — Непрощённые — Александр
- 2009 — Год обмана
- 2009 — Когда падают горы — Игорь Петрович
- 2009 — Белый паровоз — Олег Павлович
- 2009 — Правила угона — Алексей Евгеньевич Замятин, заместитель мэра
- 2010 — Холодное сердце — Герман Тарасов, хирург
- 2011 — Дорогая моя доченька — Фёдор Славянов
- 2011 — Достоевский — Иван Тургенев, писатель
- 2011 — Охотники за бриллиантами — Юрий Чурбанов
- 2011 — Дело гастронома № 1 — Николай Старшинов
- 2011 — Мой любимый раздолбай — Павел Петрович, отец Сергея
- 2012 — 20 лет без любви — Ярослав Валерьевич Кричевский
- 2012 — Год белого слона
- 2012 — Ржевский против Наполеона — Кутузов
- 2012 — Большая ржака — пилот
- 2012 — Самара — Вениамин Павлович Райский, главный врач
- 2012 — Сёмин. Продолжение — Андрей Котов, депутат
- 2012 — Мой любимый гений — Вадим Андреевич Карпинский
- 2012 — Всегда говори «Всегда» 9 — Иван Николаевич Бутурлин, врач санатория, отец Наташи, дедушка Ильи
- 2013 — Одинокие сердца — Серафим Сергеевич Серов
- 2013 — Двойная жизнь — Евгений Комлев, отец Нины
- 2013 — Третья мировая — артист Кио из Москвы
- 2014 — Куприн. Яма — Николай Николаевич, брат Веры
- 2015 — Духless 2 — Варенников
- 2015 — Кухня — Геннадий Алексеевич Соколов, муж Елены Павловны
- 2015 — Страна ОЗ — бард Алексей Пабердин
- 2015 — Озабоченные, или Любовь зла — Викентий
- 2016 — Обратная сторона Луны 2 — Степан Фёдорович Груздев, кинорежиссёр
- 2016 — Мамочки — Илья Борисович, отец Юли
- 2016 — Дама пик — Головин
- 2018 — Домашний арест — Эдуард Валентинович Каргаполов, ректор Синеозёрского университета, любовник Марины
- 2018 — В чужом краю — Вадим
- 2018 — Свадьбы и разводы — Марк-старший
- 2020 — Псих — Николай Степанович
- 2020 — Перевал Дятлова — Кириленко
- 2020 — Грозный — протопоп Сильвестр
- 2021 — Чернобыль
- 2022 — Год культуры 2 — отец Софьи Белозёровой
- 2022 — Я буду жить — Андрей, бывший первый муж Аллы

## Награды и премии
- 1995 — Заслуженный артист Российской Федерации — …За заслуги в области искусства…[2]
- 1998 — премия «Чайка» в номинации «Улыбка М» (лучшая мужская комедийная роль сезона) за роль Созия («Амфитрион», Театр им. Вахтангова)
- 2000 — премия «Чайка» в номинации «Двойной удар» (наиболее удачное соединение двух партнёров) за дуэт с Александром Калягиным («Дон Кихот», Театр «Et Cetera»)
- 2001 — Народный артист Российской Федерации — …За большие заслуги в области искусств…[1]
- 2012 — Российская национальная актёрская премия имени Андрея Миронова «Фигаро» в номинации «Лучшие из лучших»[3].
- 2016 — премия «Хрустальная Турандот» в номинации «Лучшая мужская роль» за роль Минетти («Минетти», Театр им. Вахтангова)[4]
- 2018 — Орден Дружбы — …За большой вклад в развитие отечественной культуры и искусства, средств массовой информации, многолетнюю плодотворную деятельность…[5]
- 2021 — Почётная грамота Президента Российской Федерации — за большой вклад в развитие отечественной культуры и искусства, многолетнюю плодотворную деятельность[6].